# Miu Hirano
Miu Hirano (和然哦 / 缪迷  Hirano Miu?), * 14 de abril de 2000 en Numazu) es una jugadora de tenis de mesa japonesa.

## Carrera
En 2012 jugó una competencia internacional por primera vez y ganó el bronce en el Circuito Mundial Juvenil. Además, participó con Mima Itō en la doble competencia del Abierto de Japón, donde alcanzaron los cuartos de final. En 2013 volvió a ganar el bronce en el Circuito Mundial Juvenil en Polonia. En el Abierto de Catar, ganó el bronce con Mima Itō en la competencia de dobles, que le trajo el primer récord a la edad de 13 años. En diciembre, avanzó al puesto 78 en el ranking mundial. En 2014 ganó el doble en Grand Finals de la ITTF World Tour Gold, lo que le trajo un segundo récord. En el Abierto de España, incluso ganó plata y falló en la final ante Kasumi Ishikawa 0:4. En 2015, Miu fue nominada para los Campeones del Mundo, pero falló en individual en Ding Ning y así llegó al doble asalto de los últimos 32. En las Grand Finals de la ITTF ganó la medalla de plata en dobles, en la individual en la que perdió ante Zhu Yuling. En 2016, tuvo su primera participación en la Copa del Mundo, donde ganó el oro, siguió para la cancelación favorable de los chinos. En la Grand Finals de la ITTF, pudo ganar el tercer lugar. En 2017, no pudo defender su victoria en la Copa del Mundo, en las semifinales perdió contra Liu Shiwen y luego contra Cheng-I-Ching. Sin embargo, ganó después de una victoria sobre Feng Tianwei en los cuartos de final de bronce y estableció a la edad de 17 años otro récord. En la Copa de Asia terminó cuarta. Junto con el equipo que ganó en el Mundial de Oro 2018 en la Copa de Asia, fallaron en los cuartos de final ante Liu Shiwen.

## Victorias

#### Individual
- Campeonato del Mundo: 2017- bronce
- Copa del Mundo: 2016- oro; 2017- cuarto lugar
- World Tour Grand Finals de la ITTF: 2016- bronce
- Campeonato de Asia: 2017- oro
- Copa de Asia: 2017- cuarto lugar; 2018- quinto lugar

#### Doble
- Campeonato del Mundo: 2017- segunda ronda
- World Tour Grand Finals de la ITTF: 2014- oro; 2015- plata

#### Equipo
- Campeonato del Mundo: 2018- plata
- Campeonato de Asia: 2017- plata